# Jacques-Louis Soret
Jacques-Louis Soret (30 de junio de 1827 - 13 de mayo de 1890) fue un químico suizo quien en 1878, junto con Marc Delafontaine, observaron por primera vez el holmio mediante espectroscopia. Independientemente, Per Teodor Cleve lo separó químicamente del tulio y erbio en 1879. Los tres se dieron el crédito por el descubrimiento del elemento.
Soret es también responsable de la correcta elaboración de la composición química del ozono con tres átomos de oxígeno unidos.
El pico de Soret, una banda de fuerte absorción de la hemoglobina es también nombrada en su honor.